# The Bride Screamed Murder
The Bride Screamed Murder è il diciassettesimo album del gruppo musicale statunitense Melvins, pubblicato il 1º giugno del 2010. Nonostante ci sia ancora la stessa line up degli ultimi due dischi precedenti (Melvins + Big Business) l'album appare sin dalla prima traccia più strano e sperimentale. The Water Glass infatti parte con un fragoroso ed incalzante riff come nel loro stile però dopo un po' si blocca per dare spazio a delle ritmiche con cadenze militari e un divertente botta e risposta stile Full Metal Jacket.
Buzz Osborne stesso dichiarerà che aveva in mente da tempo di registrare un qualcosa del genere ma voleva personalmente controllare se fosse il primo a farlo.
Riguardo al disco dirà che per la prima volta ha potuto lavorare non fregandosene niente e fregandosene molto allo stesso tempo, ovvero ci ha messo molta cura nella composizione ma dopo 25 anni di carriera indipendente si sente molto libero e senza pressioni.
Un esempio è Evil New War God che chiude con diversi ed imprevedibili assoli di batteria.
My Generation è appunto la cover della canzone degli Who però in versione doom lenta.
L'ascolto è eterogeneo di sonorità, oltre ai marchi di fabbrica Melvins appaiono anche canti tribali e un segmento di jazz sfrenato.
La voce che conta nell'ultimo brano è quella della figlia di Dale Crover.

## Lista Tracce
1. The Water Glass -
2. Evil New War God -
3. Pig House -
4. I'll Finish You Off -
5. Electric Flower -
6. Hospital Up -
7. Inhumanity and Death -
8. My Generation? -
9. P.G. x 3  -

## Formazione
- King Buzzo - chitarra elettrica, voce
- Dale Crover - batteria, coro
- Jared Warren - basso, coro, organo
- Coady Willis - batteria, coro

- Mackie Osborne - Copertina